# 中小企業の会計に関する指針
中小企業の会計に関する指針（略称：中小企業会計指針、中小指針）とは、「中小企業の会計に関する指針作成検討委員会」によって作成された中小企業が計算関係書類を作成するに当たって拠るべき指針である。

## 概要
会計参与制度の導入に伴い、中小会社の会計処理に一定の基準を示し、会計の質の向上を目指すことを目的として平成17年8月1日に公表された。対象は中小の株式会社、特例有限会社、合名会社又は合資会社とされ、会計士監査を受ける公開会社は含まれない。会社法により計算書類の作成は義務付けられているが、指針の導入は強制ではなく任意。ただし作成者の委員会より、指針に沿った計算書類の作成が推奨されている。

## 委員会の構成
- 日本税理士会連合会
- 日本公認会計士協会
- 日本商工会議所
- 企業会計基準委員会

## 改定
1. 平成18年4月25日
2. 平成19年4月27日
3. 平成20年5月1日
4. 平成21年4月17日
5. 平成22年4月26日

改定のたびに新旧対照表も公表される。

## 関連事項
中小企業の会計に関する基本要領